# Idiofon
Idiofon (z řeckého idios: vlastní) je hudební nástroj, který vydává tóny a zvuky chvěním sebe sama, nikoliv chvěním membrány, struny nebo vzduchového sloupce. Většina bicích nástrojů, které nemají membránu, patří právě do této skupiny hudebních nástrojů. Tato skupina nástrojů je velice stará, hráli na ně lidé již v pravěku. Pro udávání hudebního rytmu se i dnes používají ve všech světových kulturách. Česky nazýváme tyto nástroje samozvučnými. Mezi největší a nejznámější představitele této skupiny patří zvony.

## Systematika
| Název                                          | Popis                                                          | Zástupci                                                       |
| ---------------------------------------------- | -------------------------------------------------------------- | -------------------------------------------------------------- |
| 11 Úderové idiofony                            | nástroje jsou rozeznívané úderem                               |                                                                |
| 111 Idiofony rozeznívané bezprostředním úderem |                                                                |                                                                |
| 111.1 Protiúderné idiofony                     | dva nebo více částí se rozezní úderem o sebe                   |                                                                |
| 111.11 Protiúderné špalíky                     |                                                                | claves, hjošigi                                                |
| 111.12 Protiúderné desky                       |                                                                | Hi-hat                                                         |
| 111.13 Protiúderné žlábky                      |                                                                |                                                                |
| 111.14 Protiúderné duté idiofony               |                                                                | kastaněty, činely                                              |
| 111.2 Idiofony rozeznívané paličkou            | rozeznívají se pomocí paliček, kladiv, tyčinek, metliček apod. |                                                                |
| 111.21 Paličkou rozeznívané tyčové idiofony    |                                                                | triangl, xylofon, marimba                                      |
| 111.22 Paličkou rozeznívané deskové idiofony   |                                                                | zvonkohra, celesta, vibrafon, litofon                          |
| 111.23 Paličkou rozeznívané rourové idiofony   |                                                                | tubafon, trubicové zvony                                       |
| 111.24 Paličkou rozeznívané duté idiofony      |                                                                | gong, zvon, templblok, štěrbinový buben                        |
| 112 Zprostředkovaně rozeznívané idiofony       | k rozeznění je třeba pohybovat celým nástrojem                 |                                                                |
| 112.1 Chrastítka                               | třesením vydávají zvuk                                         |                                                                |
| 112.11 Řadová chrastítka                       | chrasticí tělíska jsou upevněna v řadě a rozeznívají se o sebe | provázky s mušlemi, treščotka                                  |
| 112.12 Rámová chrastítka                       | chrastící tělíska se rozeznívají úderem o rám nástroje         | sistrum, pandeira, cabaza, flexaton                            |
| 112.13 Dutá chrastítka                         | chrastící tělíska jsou uzavřena v dutém prostoru               | rolničky, tamburína, cimbálová hvězdice, rumba koule, shocallo |
| 112.2 Škrabky                                  | zvuk vydávají pomocí pohybu neozubené přes ozubenou část       | řehtačka, bambusová škrabka, guiro, reco-reco                  |
| 12 Trsací idiofony                             | nástroje jsou rozeznívané jazýčky nebo speciálními destičkami  | hrací strojek, brumle                                          |
| 13 Třecí idiofony                              | nástroje jsou rozeznívané třením                               | skleněná harmonika, kanadská pila                              |
| 14 Vzduchové idiofony                          | nástroje jsou rozeznívané proudem vzduchu                      | piano chanteur                                                 |